# Тим Кари
Тимоти Џејмс „Тим” Кари (енгл. Timothy James "Tim" Curry; рођен 19. априла 1946. у Ворингтону, Чешир),енглески је глумац и певач. Најпознатији је по улогама доктора Франк-Ан-Фуртера у култном филму Роки Хорор Шоу (1975),  Господара Мрака у филму фантастике Легенда (1985) и  Пенивајза кловна у мини серији То (1990).
Познат је по улогама знаменитих негативаца у бројним холивудским продукцијама, мада се често појављивао и у разним споредним улогама. Неке од тих улога су у филмовима, као што су Траг (1985), Лов на Црвени октобар (1990), Сам у кући 2: Изгубљен у Њујорку (1992), Три мускетара (1993), Сенка (1994), Облутак и пингвин (1995), Конго (1995), Чарлијеви анђели (2000), Мрак филм 2 (2001), Гарфилд 2 (2006) ‎и серијама Мала сирена (1992), Хокејаши из свемира (1996),‎ Трнавчевићи у дивљини (1998–2004), Ратови звезда: Ратови клонова (2012–2014). Кари је често радио и као гласовни глумац, а такође је читао аудио књиге за познате наслове попут Серија несрећних догађаја.